# Fitotoldo

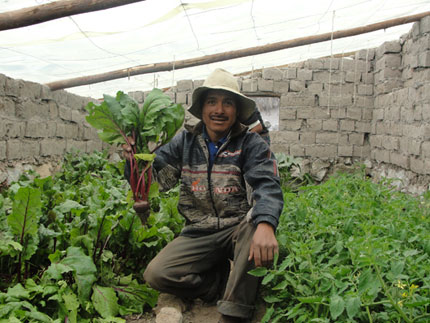
Fitoldo instalado na Comunidade de Huaruma, em Mara, Cotabambas, em Apurímaque, no Peru.

Um fitotoldo (no Peru) ou uma carpa solar (na Bolívia) faz referência a uma mini estufa artesanal com cobertura utilizada na agricultura familiar da região dos Andes para criar um microclima adequado para o cultivo e a proteção de certas espécies de plantas alimentícias. Este sistema protege as plantas de condições climáticas adversas —a chuva, o calor e o sol extremos, o granizo e a geada— gerando um microclima que se converte em uma solução para cultivos em zonas de alta altitude dos Andes (altoandinas), entre os 3.000 e 4.500 m acima do nível do mar, onde ocorrem mudanças bruscas de temperatura.
Ademais, os fitotoldos fomentam o uso eficiente da água e um melhor controle preventivo do aparecimento de pragas ou doenças nos cultivos.